# ...a nastal chaos
...a nastal chaos je první studiové album hudební skupiny Chaozz, vydané v létě 1996. V Česku za album skupina získala platinovou desku, na Slovensku zlatou desku. Z desky vyšel jeden samostatný singl - Planeta opic. Dále byly natočeny čtyři videoklipy, k písním Televize, Policijeee, Nejhorší den v mým životě a Planeta opic.
Album se věnuje široké paletě témat, především společenské kritice. Od témat jako je politika, rasismus nebo násilí (Rozdíl, Planeta opic, Televize) přes užívání či prodej drog a promiskuitu (Hlasy z mojí hlavy, Nejhorší den v mým životě) až po komentování konkurenčních rapových skupin. Jedná se o první hiphopovou desku, která vyšla v Německu pod velkým hudebním vydavatelstvím, a předznamenala budoucí popularizaci žánru, kdy nastartovala druhou vlnu pronikání hiphopové kultury do Česka. Deska ...a nastal chaos je považována za počátek mainstreamu a komerce v českém hiphopu.
Texty napsal(i) Deph, Bass.
| Pořadí         | Název                     | Délka |
| -------------- | ------------------------- | ----- |
| 1.             | Intro                     | 1:27  |
| 2.             | 1,2,3                     | 4:30  |
| 3.             | Televize                  | 3:35  |
| 4.             | Hlasy Z Mojí Hlavy        | 5:13  |
| 5.             | R.O.Z.D.Í.L.              | 4:03  |
| 6.             | Bejt V Pohodě             | 3:56  |
| 7.             | Policijééé                | 3:21  |
| 8.             | Sám Doma                  | 3:46  |
| 9.             | Ňákej Nesmysl             | 0:57  |
| 10.            | Planeta Opic              | 4:08  |
| 11.            | Nejhorší Den V Mým Životě | 4:25  |
| 12.            | P.O.T.                    | 3:47  |
| 13.            | Dítě Noci                 | 3:43  |
| 14.            | Tommy                     | 5:03  |
| 15.            | Šílený Sklony             | 8:35  |
| 16.            | Outro                     | 0:06  |
| Celková délka: | Celková délka:            | 51:49 |